# Кова-Эйрос
Кова-Эйрос (галис. Cova Eirós) — пещера на северо-западе Пиренейского полуострова, на крайнем западе Кантабрийских гор. Расположена на территории Кансело в муниципалитете Триакастела в провинции Луго в Галисии в Испании.
Вход в пещеру находится на северо-западном склоне горы Пенедо (Monte Penedo) в горах Айрибьо (Serra do Ouribio) на высоте 780 м над уровнем моря и на высоте 25 метров над ручьём. Карстовая система Кова-Эйрос является частью известняковой серии Cándana, образовавшейся в нижнем кембрии.  Длина пещеры составляет 104 метра, а её вход в настоящее время имеет высоту 2 м и ширину 3,5 м. Вход сужается после первых 7 м в коридор длиной 15 м, за которым следует самое большое пространство пещеры, «Главный или Мамонтовый зал», длиной 15 м, шириной не более 6 м и высотой примерно до 5 м.
Является самым западной точкой ареала пещерного медведя (Ursus spelaeus). В конце 1980-х годов несколько раскопок в средней и дальней частях пещеры дали около 4000 костей как минимум 43 медведей. Уран-ториевое датирование по сталагмитам ниже слоя даёт возраст от 117 000 до 28 000 лет до н. э. Радиоуглеродное датирование кости даёт возраст 24 090 лет до н. э. Медведи использовали пещеру для зимней спячки. Распределение по возрасту показывает низкую смертность взрослых медведей (7 %), тогда как смертность новорождённых и годовалых медведей была высокой (73 %).
В 1993 году выкопан шурф площадью 1 м² у входа, в котором идентифицированы пять культурных слоёв, первоначально отнесённых к среднему и позднему палеолиту. Новые археологические работы начаты в 2008 году.
Являлась местом обитания человека с палеолита. Человеческие останки доисторического периода не обнаружены. Радиоуглеродное датирование даёт возраст слоя 3 конца среднего палеолита около 41 тыс. лет назад, а слоя 2 начала позднего палеолита — около 35 тыс. лет назад. Здесь обитали неандертальцы, около 35—36 тыс. лет назад прибыли люди современной анатомии. Археологические данные показывают чёткие различия между занятиями среднего и верхнего палеолита в отношении приобретения сырья, техники каменного века и стратегий существования.
Для слоёв 3 и 4 характерно использование кварца. Функциональный анализ комплекса слоя 3 выявил деятельность, связанную с охотой (сломанные наконечники копий), разделкой мяса и обработкой шкур. Слой 2 относят к ориньякской культуре. Используется кварц, немного представлены кремень и горный хрусталь. В слое 2 преобладают травоядные серна (Rupicapra rupicapra) и благородный олень (Cervus elaphus), также значительно представлены плотоядные. Слой 1 относят к граветтскому культуре. Используется кварц, более по сравнению с предыдущими слоями представлены кремень и горный хрусталь. Среди травоядной фауны по-прежнему преобладают серна и благородный олень, но значительно меньше плотоядных.
Является самым западной точкой («финистерре») пещерной живописи. Живопись открыта в 2011 году. На стенах пещеры нанесены стилизованные изображения животных, характеризующееся геометрической концепцией и формальным упрощением анатомии. Формальные и стилистические особенности некоторых мотивов позволяют отнести изображения к стилю V по Леруа-Гурану — общеевропейской традиции, начавшейся с концом мадленского периода (примерно 12 000—11 500 лет назад), продолжавшейся примерно до 9500—9000 лет назад и приписываемой последним эпипалеолитическим охотникам-собирателям-рыболовам. Постоянно растёт число предметов мобильного искусства этого стиля, но наскальные рисунки этой традиции крайне редкие. К ним относятся только рисунки в пещере Охо-Гуаренья в провинции Бургос. Сохранность рисунков в целом плохая из-за  естественного выветривания и большого количества недавних граффити. В качестве чёрного пигмента использовался древесный уголь. Радиоуглеродное датирование подтверждает возраст более 9000 лет. Это первое известное свидетельство палеолитического пещерного искусства в Галиции на северо-западе Пиренейского полуострова.
Позднее использовалась для захоронения. Найдены у входа колоколовидные кубки эпохи неолита и человеческие останки бронзы в глубине пещеры. Также найдены остатки костра Средних веков.